# Nørlyng Herred

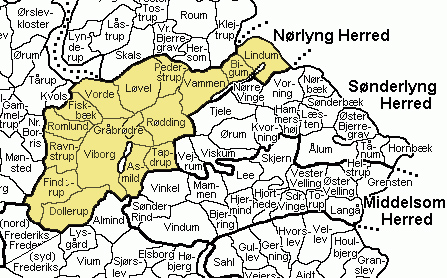
Nørlyng Herred

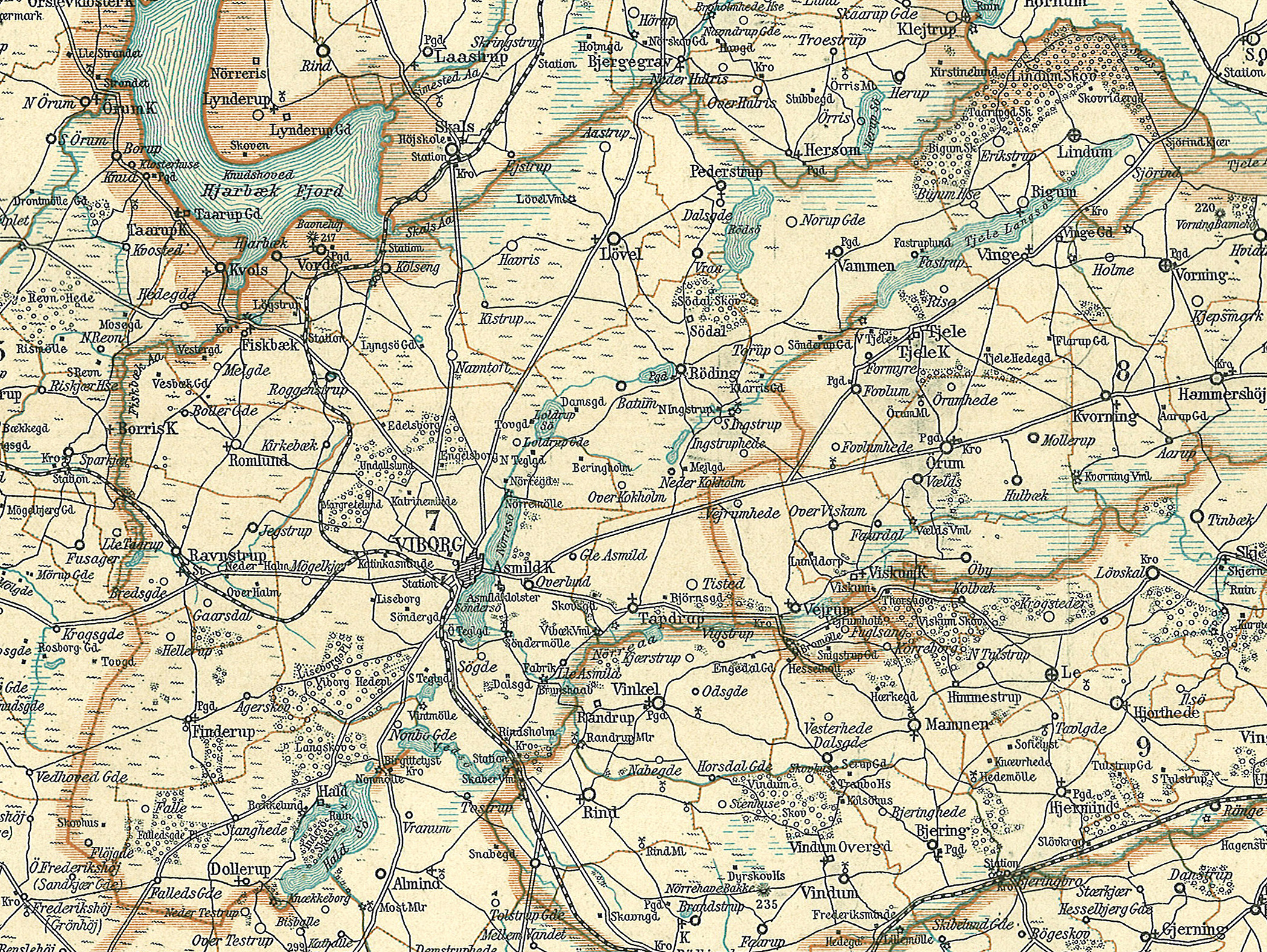
Nørlyng Herred rond 1900

Nørlyng Herred was een herred in het voormalige Viborg Amt in Denemarken. De herred wordt in Kong Valdemars Jordebog vermeld als  Lyungæhæreth nørræ. In 1970 ging het gebied op in de nieuwe provincie Viborg.

## Parochies
Naast de stad Viborg met de daarin gelegen parochies omvatte Nørlyng oorspronkelijk 15 parochies
- Asmild
- Bigum
- Dollerup
- Finderup
- Fiskbæk
- Gråbrødre
- Lindum
- Løvel
- Pederstrup
- Ravnstrup
- Romlund
- Rødding
- Søndre
- Tapdrup
- Vammen
- Viborg Domsogn
- Vorde